# Carmelo Samonà
Carmelo Samonà (Palermo, Sicilia, 1926 – Roma, 17 de marzo de 1990), hispanista y escritor italiano.
Doctor en Filología Hispánica, enseñó literatura española en Roma y es conocido por sus estudios sobre teatro barroco y sobre el seiscientos español. Escribió La letteratura spagnola dal Cid ai re cattolici (1972) e Ippogrifo violento: studi su Calderón, Lope e Tirso (Milano: Garzanti, 1990); Profilo di letteratura spagnola, Teoria (1985); en Studi sul romanzo sentimentale e cortese nella letteratura spagnola del Quattrocento (Roma: Carucci, 1960) criticó la definición del género novela sentimental por Marcelino Menéndez Pelayo, ya que, contra la presunta homogeneidad temática descubierta por Menéndez, casi por definición la novela sentimental sería cualquier historia de amor; Samoná observa la «eterogenea Índole strutturale delle varié operette» etcétera. Sus numerosos artículos sobre literatura española publicados en La Reppublica han sido recogidos por Stefano Arata en Scritture di Spagna e d'America (Bagatto Libri, 2003). Tradujo al italiano La Celestina de Fernando de Rojas y El nacimiento de Cristo de Lope de Vega. Casado con Adela. Entre sus novelas, no religiosas pero sí transidas de ansia metafísica, destacan Fratelli (Torino: Einaudi, 1978), que indaga sobre la locura y el lenguaje a través de las relaciones entre un hermano sano y otro enfermo mental, e Il custode (Torino, Einaudi, 1983). Póstuma e incompleta apareció Casa Landau, Don Chisciotte adolescente. I romanzi e la vita (Milano: Garzanti, 1990.